# Raymond P. Kogovsek

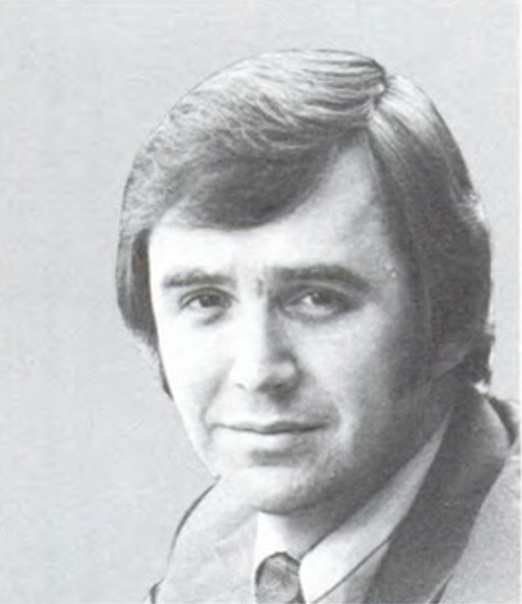
Raymond P. Kogovsek

Raymond Peter Kogovsek (* 19. August 1941 in Pueblo, Colorado; † 30. April 2017 ebenda) war ein US-amerikanischer Politiker. Zwischen 1979 und 1985 vertrat er den dritten Wahlbezirk des Bundesstaates Colorado im US-Repräsentantenhaus.

## Werdegang
Raymond Kogovsek besuchte bis 1959 die Pueblo Catholic High School und danach bis 1962 das Pueblo Junior College. Danach setzte er seine Ausbildung am Adams State College in Alamosa und bis 1965 an der University of Denver fort. Zwischen 1964 und 1973 war Kogovsek Verwaltungsangestellter im Pueblo County und von 1974 bis 1978 war er Assistent eines Rechtsanwaltes. Politisch wurde er Mitglied der Demokratischen Partei. Zwischen 1968 und 1974 war er Abgeordneter im Repräsentantenhaus von Colorado; bis 1978 gehörte er dem Staatssenat an. Zwischen 1966 und 1979 war er Delegierter auf allen regionalen Parteitagen der Demokraten in Colorado.
Bei den Kongresswahlen des Jahres 1978 wurde er im dritten Distrikt von Colorado in das US-Repräsentantenhaus in Washington, D.C. gewählt. Dort übernahm er am 3. Januar 1979 den bis dahin von Frank E. Evans gehaltenen Sitz. Nach zwei Wiederwahlen konnte Kogovsek sein Mandat im Kongress bis zum 3. Januar 1985 ausüben. Im Jahr 1984 verzichtete er auf eine erneute Kandidatur. Nach seiner Zeit im Kongress ist Kogovsek politisch nicht mehr in Erscheinung getreten. Er lebte zuletzt in Pueblo.